# Leo Rosen

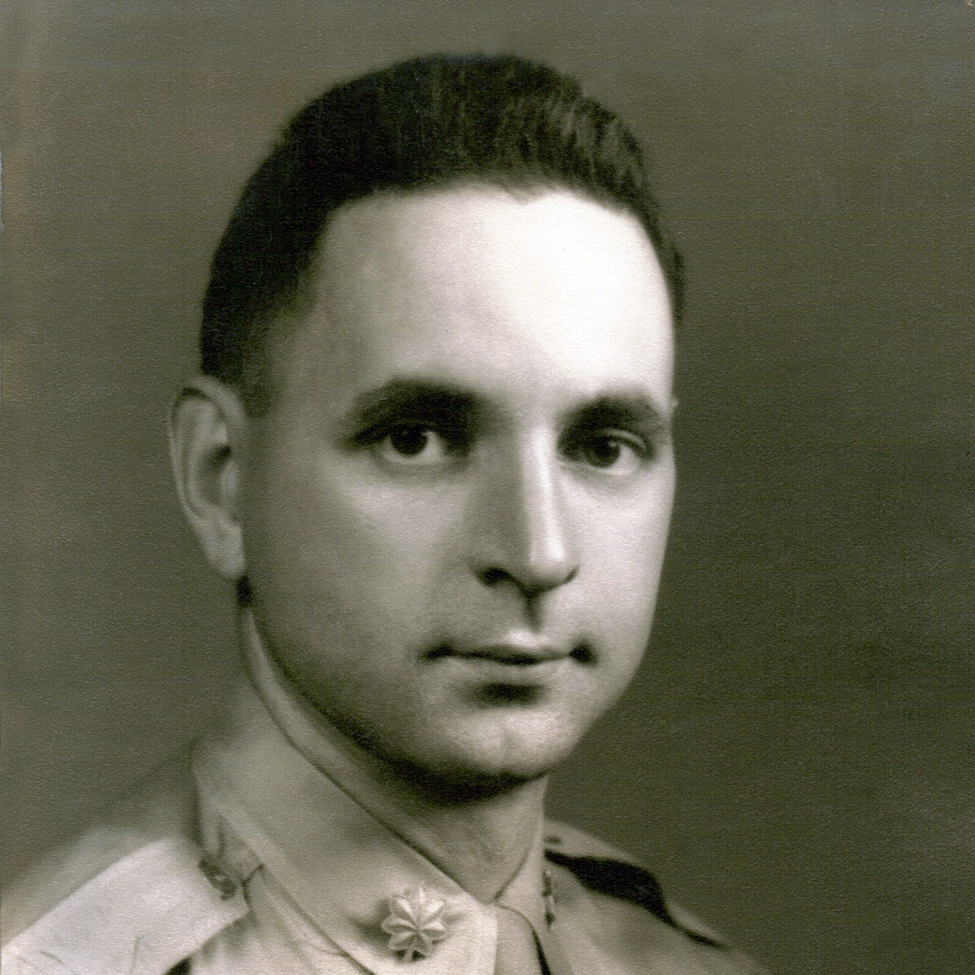
Leo Rosen

Leo Rosen (* um 1915; † nach 1967) war ein amerikanischer Kryptoanalytiker und Ingenieur. Mit seiner Hilfe gelang es amerikanischen Codebreakers des Signal Intelligence Service (SIS) um Frank Rowlett ab August 1940, und damit noch vor dem Eintritt der USA in den Zweiten Weltkrieg, die japanische Chiffriermaschine vom „Typ B“ (auch genannt: „Typ 97“; amerikanischer Deckname: Purple, deutsch „Purpur“) praktisch industriell zu brechen und so wesentlich zu den alliierten Kriegsanstrengungen beizutragen.

## Leben

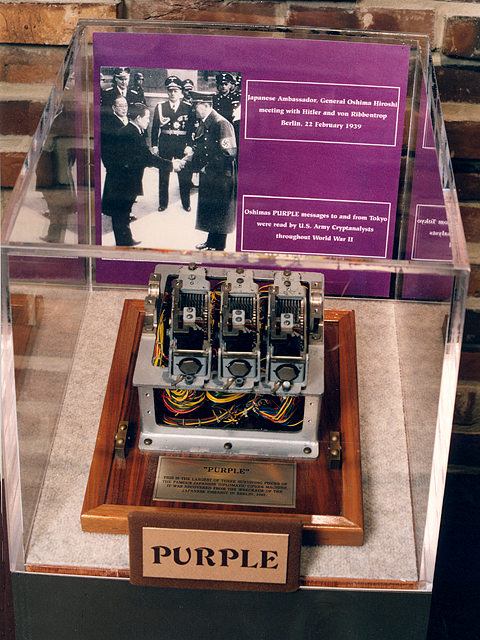
Authentische Schrittschalter der japanischen Maschine, die aus der Japanischen Botschaft in Berlin geborgen wurden und heute im National Cryptologic Museum zu sehen sind.

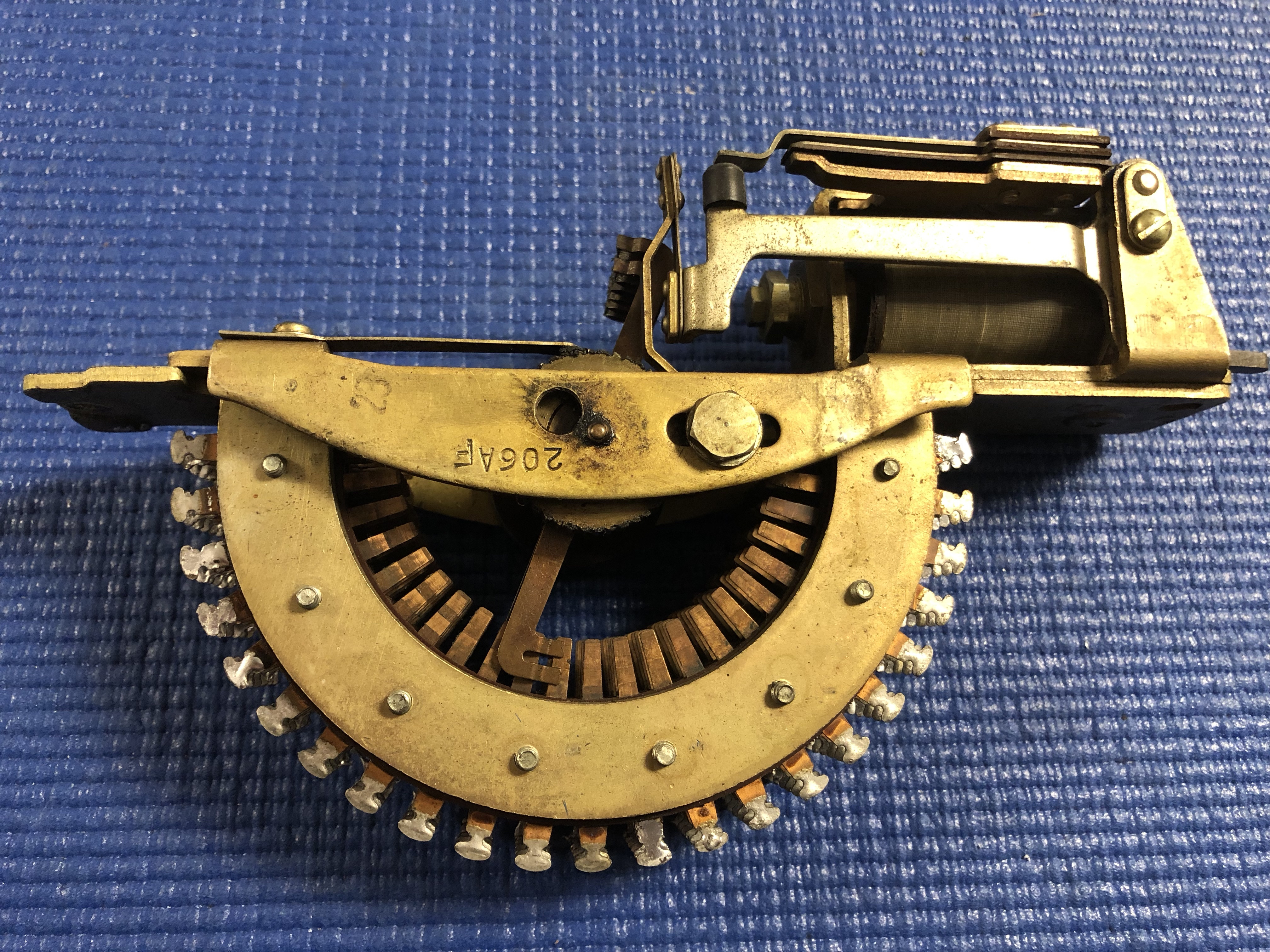
Schrittschalter, wie er von Rosen verwendet wurde, um einen Nachbau der japanischen Purple-Maschine zu erstellen.

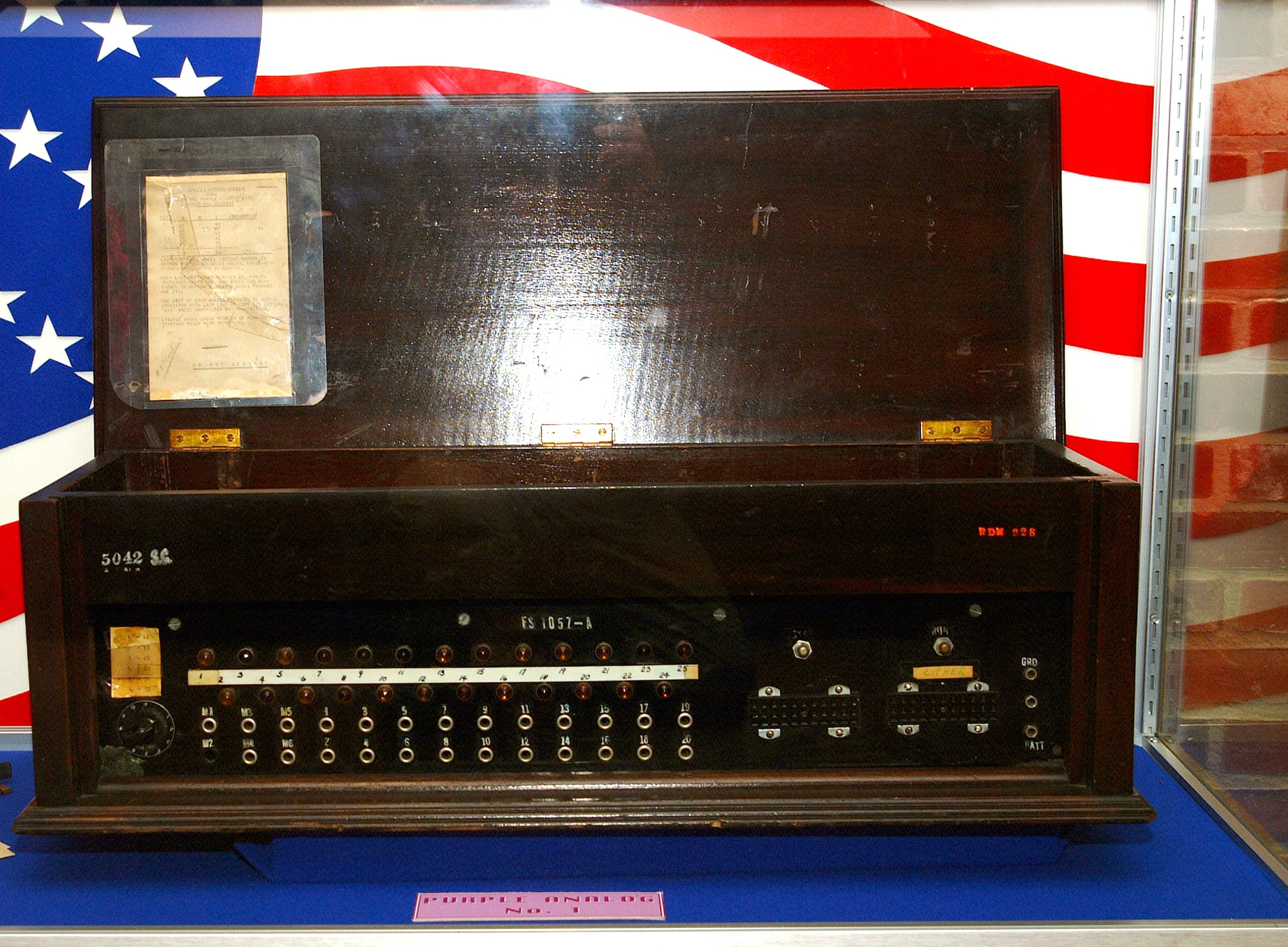
Amerikanischer Purple-Nachbau

Neben dem Studium der Elektrotechnik am Massachusetts Institute of Technology (MIT) durchlief Leo Rosen noch vor dem Krieg die Offiziersausbildung im Reserve Officer Training Corps (ROTC). Im Jahr 1939 wurde er zum aktiven Dienst in den SIS einberufen, einer kryptanalytischen Einheit der U.S. Army.
Zu der Zeit konnte hier Purple bereits „geknackt“ werden, allerdings war die Arbeit umständlich und zeitaufwendig und musste mit Papier und Bleistift erledigt werden. Das bedeutete hohen Personaleinsatz, Fehlerträchtigkeit und Zeitverzug. Rosen hatte die Idee, die Arbeit zu mechanisieren und entwarf eine entsprechende Maschine, also eine Nachbildung von Purple, obwohl er nie eine solche zu Gesicht bekommen hatte. Dennoch gelang es ihm, allein aufgrund der analysierten Logik der Verschlüsselung, nicht nur das Konzept zu entwerfen, sondern auch die geeigneten Bauteile für deren Realisierung zu finden. Bemerkenswerterweise schlug er dazu die Nutzung von Schrittschaltrelais vor, und nicht Rotoren, wie bei den meisten Chiffriermaschinen dieser Zeit üblich. Der Nachbau der japanischen Maschine gelang.
Da es den Amerikanern darüber hinaus mithilfe eines speziellen kryptanalytischen Verfahrens glückte, aus dem mitgesendeten Indikator auf den verwendeten Spruchschlüssel zu schließen, war es ihnen möglich, die japanischen Funksprüche ebenso schnell zu „lesen“ wie die befugten Empfänger. Dazu gehörte auch eine am 7. Dezember 1941 mittels Purple verschlüsselte Nachricht an die japanische Botschaft, die den Abbruch der diplomatischen Beziehungen zu den USA zum Inhalt hatte. Trotz sofortiger Entzifferung erreichte der Klartext jedoch die US-Regierung zu spät, um noch vor dem am selben Tag stattfindenden Angriff auf Pearl Harbor reagieren zu können. Außerdem enthielt der Text keinen direkten Hinweis auf diesen Angriff.
Wie die Amerikaner erst nach dem Krieg herausfanden, nachdem sie in der Japanischen Botschaft in Berlin eine originale japanische Maschine erbeuten konnten, entsprach die Verwendung von Schrittschaltern tatsächlich der gewählten technischen Umsetzung.
Rosen gehörte ferner zu dem äußerst exklusiven Kreis von Offizieren, denen die britischen Verbündeten Zutritt zu Bletchley Park, ihrer Codebreaking-Zentrale nahe der englischen Stadt Bletchley, gestatteten. Sein erster Besuch dort hatte bereits im Februar 1941 stattgefunden. Er war somit einer der Verbindungsoffiziere, denen die für die Alliierten so fruchtbare kryptanalytisch Zusammenarbeit zu verdanken war.
Nach dem Krieg wurde er Assistant Director of Research (deutsch „Stellvertretender Direktor für Forschung“) und Chefingenieur der Army Security Agency (ASA), Nachfolgerin des SIS, aus der später die National Security Agency (NSA) hervorging. Im Jahr 1967 erhielt er den Exceptional Civilian Service Award der NSA.
Leo Rosen wurde im Jahr 2010 postum in die Hall of Honor (deutsch: „Ehrenhalle“) der NSA aufgenommen. Bei der Zeremonie wurde er durch seinen Sohn Lawrence Rosen und seine Enkel Philip, Michael und Christine Rosen vertreten.